# Effet papillon
Ne doit pas être confondu avec L'Effet papillon.

Un graphique de l'attracteur étrange de Lorenz pour les valeurs ρ = 28, σ = 10, β = 8/3

« Effet papillon » est une expression qui résume une métaphore concernant le phénomène fondamental de sensibilité aux conditions initiales de la théorie du chaos. La formulation exacte qui en est à l'origine fut exprimée par Edward Lorenz lors d'une conférence scientifique en 1972, dont le titre était : 

« Le battement d'ailes d'un papillon au Brésil peut-il provoquer une tornade au Texas ? »

## Historique

### La contribution de Lorenz

#### La conférence liminaire

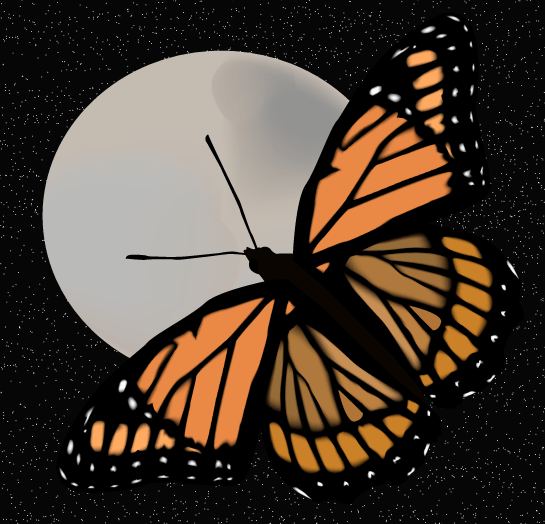
Le battement d'ailes du papillon.

En 1972, le météorologue Edward Lorenz fait une conférence à l'American Association for the Advancement of Science intitulée : « Predictability: Does the Flap of a Butterfly's Wings in Brazil Set off a Tornado in Texas? », qui se traduit en français par : 

« Prédictibilité : le battement d'ailes d'un papillon au Brésil peut-il provoquer une tornade au Texas ? »

Lorenz explique :

« De crainte que le seul fait de demander, suivant le titre de cet article, « Un battement d'ailes de papillon au Brésil peut-il déclencher une tornade au Texas ? », fasse douter de mon sérieux, sans même parler d'une réponse affirmative, je mettrai cette question en perspective en avançant les deux propositions suivantes :
- Si un seul battement d'ailes d'un papillon peut avoir pour effet le déclenchement d'une tornade, alors, il en va ainsi également de tous les battements précédents et subséquents de ses ailes, comme de ceux de millions d'autres papillons, pour ne pas mentionner les activités d'innombrables créatures plus puissantes, en particulier de notre propre espèce ;
- Si le battement d'ailes d'un papillon peut déclencher une tornade, il peut aussi l'empêcher. Si le battement d'ailes d'un papillon influe sur la formation d'une tornade, il ne va pas de soi que son battement d'ailes soit l'origine même de cette tornade et donc qu'il ait un quelconque pouvoir sur la création ou non de cette dernière. »

#### Les travaux de Lorenz

Une trajectoire dans l'espace des phases de l'attracteur de Lorenz

Edward Lorenz travaillait sur des problèmes de prédictibilité, à savoir, des prévisions météorologiques grâce à des systèmes informatiques. D’après les lois déterministes — également dites prévisionnistes — créées par Galilée et développées par Isaac Newton selon lequel les conditions initiales permettraient de déterminer l’état futur d’un système grâce à la mise en place d’une nouvelle technique mathématique, le calcul différentiel alors en vigueur, toute action X aurait des conséquences Y prévisibles grâce à des formules mathématiques, pourvu que les fonctions lipschitziennes en cause fussent continûment dérivables (il n’était pas question par exemple de prévoir le mouvement d’un chat par ce moyen). Lorenz a incorporé, en 1963, le fait que des variations infimes entre deux situations initiales pouvaient conduire à des situations finales sans rapport entre elles.
Il affirma ainsi qu’il n’était pas envisageable de prévoir correctement les conditions météorologiques à très long terme (par exemple un an), parce qu’une incertitude de 1 sur 106 lors de la saisie des données de la situation initiale pouvait conduire à une prévision totalement erronée. Or :
- d’une part, ces incertitudes sont inévitables,
- et d’autre part, l’homme ne peut pas prendre en compte tous les éléments qui constituent son environnement, surtout lorsqu’il s’agit de variations infimes.

Les utilisateurs des prédictions météo à 5 jours sur Internet peuvent aujourd'hui se rendre compte de la volatilité des prédictions à mesure de l'écoulement des jours.

### Précurseurs

#### Laplace
Le mathématicien Pierre-Simon de Laplace exprimait le déterminisme en affirmant qu'un génie connaissant exactement la position et le mouvement de tous les objets, même infinitésimaux, de l'univers, aurait accès à la connaissance du passé comme du futur de l'univers. Il notait que cette certitude nous était inaccessible et que seul un résultat stochastique pouvait être proposé. Cette position n'est pas contredite par la théorie du chaos. Ce qu'affirme la théorie du chaos, c'est qu'une déviation très faible sur un paramètre peut avoir une influence importante sur la situation résultante à une date ultérieure.

#### Poincaré

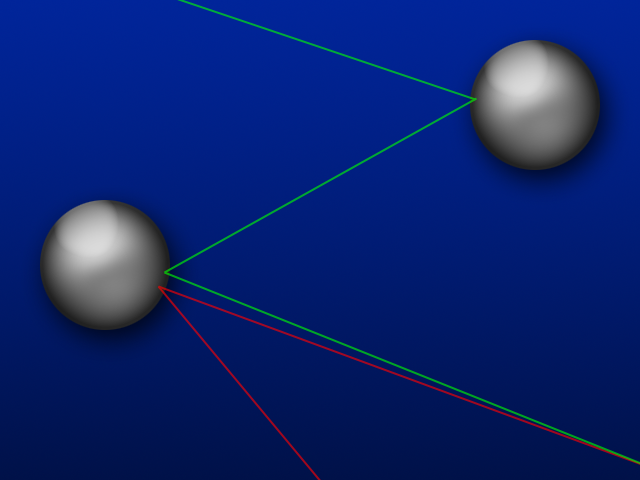
Un exemple exposé par Poincaré pour illustrer la notion de chaos.

Henri Poincaré travailla plus tard sur des phénomènes chaotiques, en particulier en réfléchissant à la stabilité du système solaire et au problème des trois corps.  Ses travaux n’eurent pas d’applications immédiates, faute de calculateurs électroniques avec lesquels effectuer plusieurs millions ou milliards d’itérations.

#### Poe
Poe, dans la nouvelle La puissance de la Parole traduite en français par Charles Baudelaire, évoque longuement ce phénomène[Lequel ?].

## Conséquences de la théorie du chaos

### Le concept

Le double pendule (simulation Algodoo©) illustre un phénomène physique de sensibilité aux conditions initiales

Dans l’exemple de Lorenz, un météorologue ne penserait pas forcément à prendre en compte les variations du courant d’air provoquées par le battement d’ailes d’un papillon. Son idée de « non infaillibilité du système prévisionnel », théorisé sous la forme de « l’effet papillon », rappelle qu’il existe au moins une différence entre le déterminé et le déterminable. 
Des travaux récents ont montré que la modélisation de l'atmosphère n'est pas affecté par l'effet papillon, car un effet minime est « noyé » et oublié sans incidence perceptible pour la totalité.
Il n'en est pas moins vrai que de petits facteurs peuvent avoir d'immenses effets. Blaise Pascal l'avait mentionné à propos du nez de Cléopâtre.   Le naturaliste Stephen Jay Gould mentionne de même que le processus darwinien n'est que statistique et que si l'on ramenait la planète Terre 65 millions d'années en arrière, à l'identique, faune comme flore suivraient des chemins sans doute aussi différents que ceux du continent africain et de l'île de Madagascar.
En revanche, l'effet papillon n'est pas une fatalité et les travaux de Jacques Laskar montrent que l'orbite de la Terre ne serait pas restée stable pendant plus d'un milliard d'années sans la petite influence gravitationnelle de la Lune, qui aurait stabilisé son orbite et donc assuré qu'elle reste dans la zone « habitable », et empêchant ainsi l'orbite de divaguer en fonction de variations minimes des conditions ab initio.

### Résultats de la théorie du chaos
Avec Lorenz, les limites pratiques du modèle de Newton sont mieux perçues, et un nouveau concept de « déterminisme relatif » émerge. Le terme de « théorie du chaos » réapparaît et c’est au début des années 1970 que le monde connaît un engouement pour ce paradigme. On découvre alors deux résultats étonnants :
- Le chaos possède une sorte de signature (voir Nombres de Feigenbaum) ;
- Il peut conduire lui-même à des phénomènes stables. On parle alors d’émergence. On ne pourra en connaître le détail de réalisation, mais les états finaux peuvent être connus sans qu’on sache par quel chemin on y arrivera : c’est une généralisation de la notion d’attracteur déjà posée par Poincaré.

L'Institut de Santa Fe a été créé en 1984 pour tenter d’étudier les conditions par lesquelles, parfois, c’est l’ordre qui émerge du chaos.

## Extrapolations à partir de l'effet papillon
L’effet papillon est utilisé comme métaphore de la vie quotidienne ou de l'histoire. Toutefois il faut se méfier du rapprochement entre ces problématiques. En effet, une des Pensées de Blaise Pascal est souvent résumée par la phrase « Le nez de Cléopâtre, s’il eût été plus court, toute la face de la terre aurait changé. »
Le livre Impostures intellectuelles indique l'erreur qu'il y a à rapprocher ces réflexions de l'effet papillon. Dans le cas de l'effet papillon, la variation forte est due à une modification très faible en valeur relative d'une variable mathématique. Dans le cas de l'Histoire, l'imprévisibilité est due au fait qu'on ne sait pas du tout la mettre en équations. Il n'est donc même pas possible d'affirmer que les différences donnant intuitivement l'impression d'être insignifiantes (clou d'un fer à cheval) donnent lieu à une faible variation d'un argument numérique. Il n'est pas possible de savoir, tant que l'Histoire n'aura pas été mise en équations (ce qui n'est pas forcément possible), si le système d'équations est effectivement chaotique. En tout cas, à ce point de nos connaissances, la théorie du chaos n'apporte pas plus d'informations supplémentaires sur ces phénomènes que celles qui se trouvaient déjà dans les proverbes.

## Aspects culturels

### Films
Plusieurs films utilisent l'effet papillon comme point important de l'intrigue, comme titre, ou les deux. On notera cependant la confusion entre la sensibilité aux conditions initiales (ce que Lorenz a décrit) et le fait qu'une cause infime peut avoir de grands effets (ce qui est un énoncé erroné et dénaturé de l'effet papillon).
 

#### Ouvrages
- Marie-Noëlle Charles, Ces petits hasards qui bouleversent la science, Papillon Rouge Éditeur, 2012
- Edward N. Lorenz, « Un battement d'ailes de papillon au Brésil peut-il déclencher une tornade au Texas ? », Alliage, no 22, 1995, p. 42-45. Traduction française du texte de la conférence de 1972, publié dans : (en) The Essence of Chaos, The Jessie and John Danz Lecture Series, University of Washington Press, 1993. Ce livre contient une série de conférences de vulgarisation données à l'université de Washington (Seattle) en 1990.

#### Articles
- Nicolas Witkowski, « La chasse à l'effet papillon », Alliage, no 22, 1995, p. 46-53. Texte en ligne.
- Peter Dizikes, « L'effet papillon fait sa mue », Courrier international, no 936,‎ 2-9 10 2008, p. 54, traduction d'un article du Boston Globe.
- Étienne Ghys, « L'effet papillon », Images des Mathématiques,‎ 12 novembre 2007 (lire en ligne)
- Étienne Ghys et Jos Leys, « Lorenz and Modular Flows: A Visual Introduction », Feature Column, montlhy essays ion mathematical topics,‎ 2006 (lire en ligne).

### Vidéo
- Étienne Ghys, « Le chaos: imprévisible mais compréhensible », Colloque Wright, Genève, Youtube
- Jos Leys, Étienne Ghys et Aurélien Alvarez, « Chaos : une aventure mathématique »